# Línea 8 (Salamanca de Transportes)
La línea 8 de la red de Autobuses urbanos de Salamanca une el recinto ferial de La Aldehuela con el transtormesino barrio de Vistahermosa

## Características
La línea 8 enlaza el barrio de Vistahermosa con el recinto ferial de La Aldehuela en aproximadamente 30 minutos, pasando por el centro de la ciudad. 
Originalmente la línea disponía de un recorrido parecido al actual, comenzando en los alrededores de la antigua cárcel de Salamanca, en el actual edificio que ocupa el centro de arte DA2, aunque posteriormente se amplió su recorrido hasta La Aldehuela, donde se encuentra el recinto ferial de la ciudad. En las reformas que sufrió el servicio urbano de autobuses en el año 2013, justificándose en que el tramo carecía de viajeros, suprimió el trayecto hasta La Aldehuela y se volvió al recorrido actual aprovechando la inauguración del nuevo edificio administrativo de la Junta de Castilla y León en el barrio de Prosperidad. Sin embargo, este recorrido, estando ya la ciudad deportiva reinaugurada, no se ha recuperado en la actualidad en favor de un desvío de la línea 12, aunque se prevé que en un futuro próximo la línea vuelva al entorno de La Aldehuela. El 1 de mayo de 2024 volvió a su cabecera original en La Aldehuela
Al igual que el resto de las líneas urbanas de la ciudad de Salamanca, está operada por Salamanca de Transportes, perteneciente a Grupo Ruiz.

### Frecuencias
| Lunes a viernes laborables |                |
| de 7:15 a 22:35            | cada 20-30 min |
| Sábados laborables         |                |
| de 8:15 a 22:45            | cada 30 min    |
| Domingos y festivos        |                |
| de 9:45 a 22:45            | cada 30 min    |

| Lunes a viernes laborables |                |
| de 7:25 a 22:45            | cada 20-30 min |
| Sábados laborables         |                |
| de 8:15 a 22:45            | cada 30 min    |
| Domingos y festivos        |                |
| de 9:45 a 22:45            | cada 30 min    |

NOTA: La última expedición finaliza en la Gran Vía todos los días.

## Recorrido y paradas

### Sentido Chamberí
NOTA: Las expediciones hasta las 15:00h. de lunes a sábado realizan su recorrido entre la Plaza del Empresario y el Paseo Rector Esperabé parando en la parada señalada en lila, el resto lo hacen en las señaladas en amarillo, siendo la primera de ellas (Gran Vía, 38) donde finaliza su recorrido la última expedición.
| Código | Parada                                         | Común con | Otros                                 |
| ------ | ---------------------------------------------- | --------- | ------------------------------------- |
| 230    | Calle Alonso del Castillo, s/n                 | 7         |                                       |
| 228    | Calle Arias Pinel, 31                          | 7         |                                       |
| 186    | Calle Arias Pinel, frente 2                    | 7         |                                       |
| 229    | Camino de las Aguas, 75                        | 12        |                                       |
| 265    | Camino de las Aguas, s/n                       | 12        |                                       |
| 183    | Camino de las Aguas, frente 12                 | 12        |                                       |
| 124    | Paseo de San Antonio, 21                       | 4 12      |                                       |
| 224    | Paseo de Canalejas, 1                          | 4 13      |                                       |
| 4      | Plaza del Empresario, s/n                      | 1 2 3 4 9 |                                       |
| 5      | Plaza del Poeta Iglesias, 17                   | 1 9       |                                       |
| 222    | Gran Vía, 38                                   | 1 3 4 9   |                                       |
| 333    | Gran Vía, 72                                   | 1 3 4 9   |                                       |
| 125    | Paseo del Rector Esperabé, s/n                 | 4         | Transporte Metropolitano de Salamanca |
| 184    | Calle San Gregorio, s/n                        |           |                                       |
| 225    | Avenida del Padre Ignacio Ellacuría, frente 45 |           |                                       |
| 214    | Calle Francisco Maldonado, 17                  |           |                                       |
| 313    | Calle Mariano Ares y Sanz, 5                   | 5         |                                       |
| 133    | Calle Mayor de Chamberí, 46                    | 5         |                                       |
| 135    | Calle Mayor de Chamberí, 70                    | 5         |                                       |
| 207    | Calle Mayor de Chamberí, 106                   | 5         |                                       |
| 226    | Calle Miguel Ángel, 86                         |           |                                       |

### Sentido Prosperidad
NOTA: La última expedición finaliza todos los días en la parada señalada en amarillo.
| Código | Parada                                  | Común con | Otros                                 |
| ------ | --------------------------------------- | --------- | ------------------------------------- |
| 226    | Calle Miguel Ángel, 86                  |           |                                       |
| 136    | Calle Mayor de Chamberí, 109            | 5         |                                       |
| 137    | Calle Mayor de Chamberí, frente 72      | 5         |                                       |
| 223    | Calle Mayor de Chamberí, s/n            | 5         |                                       |
| 314    | Calle Mariano Ares y Sanz, frente 9     | 5         |                                       |
| 209    | Calle Francisco Maldonado, frente 17    |           |                                       |
| 227    | Avenida del Padre Ignacio Ellacuría, 45 |           |                                       |
| 101    | Calle San Gregorio, s/n                 | 4         | Transporte Metropolitano de Salamanca |
| 102    | Paseo del Rector Esperabé, 12           | 4         |                                       |
| 27     | Gran Vía, 75                            | 1 3 4 9   |                                       |
| 301    | Gran Vía, 45                            | 1 3 4 9   | Transporte Metropolitano de Salamanca |
| 28     | Gran Vía, 25                            | 1 2 3 4 9 |                                       |
| 103    | Paseo de Canalejas, 12                  | 4 13      |                                       |
| 104    | Paseo de San Antonio, 40                | 4 12      |                                       |
| 185    | Camino de las Aguas, 12                 | 12        |                                       |
| 211    | Camino de las Aguas, 44                 | 12        |                                       |
| 213    | Calle Alonso del Castillo, frente 1     | 7         |                                       |
| 230    | Calle Alonso del Castillo, s/n          | 7         |                                       |